# Richard Smalley
Richard Errett Smalley (Akron, 1943. június 6. – Houston, 2005. október 28.) amerikai kémikus. 1996-ban kémiai Nobel-díjjal tüntették ki, Harold Krotoval és Robert Curllel megosztva, „a fullerének felfedezéséért”.

## Életrajz
Az ohiói Akronban született 1943. június 6-án, Esther Virginia Rhoads és Frank Dudley Smalley, Jr. négy gyermeke közül a legfiatalabbként. A Richard nevet I. Richárd angol király (Oroszlánszívű Richárd) után kapta anyjától. Hároméves korában a családjával a Missouri állambeli Kansas Citybe költözött. Richard Smalley két évig járt a Hope College-ba, mielőtt átjelentkezett a Michigani Egyetemre, ahol 1965-ben szerezte meg a BSc diplomáját, és Raoul Kopelman laboratóriumában végzett egyetemi kutatásokat.

## Fordítás
- Ez a szócikk részben vagy egészben  a   Richard Smalley című angol Wikipédia-szócikk ezen változatának fordításán alapul.  Az eredeti cikk szerkesztőit annak laptörténete sorolja fel. Ez a jelzés csupán a megfogalmazás eredetét és a szerzői jogokat jelzi, nem szolgál a cikkben szereplő információk forrásmegjelöléseként.